# 疣豬屬
疣猪属（学名：Phacochoerus）是偶蹄目猪科中的一属，疣猪亚科（Phacochoerinae）中唯一的一属。

## 分类
现存两种：
- 普通疣猪 Phacochoerus africanus：也称非洲疣猪，遍布除了热带雨林和北非沙漠以外的非洲大陆；
- 荒漠疣猪 Phacochoerus aethiopicus：分布于埃塞俄比亚和索马里的荒漠地区。疣猪头较大，占体长的三分之一。善于挖洞。以青草、苔草及块茎植物等为食，偶食腐肉。喜泥浴。